# White Space (Funktechnik)
Als White Space werden in der Telekommunikation Frequenzen bezeichnet, welche einem Rundfunkservice zugeordnet sind, aber lokal nicht benutzt werden.
Das Interesse an der Nutzung von White Spaces entstand, nachdem das analoge Fernsehen in den UHF-Frequenzen durch DVB-T ersetzt wurde, wodurch weniger Spektrum für das terrestrische Fernsehen benötigt wird. Das dadurch frei werdende Spektrum wird auch als Digitale Dividende bezeichnet. 
In den USA hat die Federal Communications Commission eine Regelung verabschiedet, wonach unlizenzierte Endgeräte diese White Spaces benutzen dürfen, wenn sie bestimmte Regelungen einhalten. 2020 ließ die FCC eine Reihe von Geräten für die Versorgung von ländlichen Gebieten mit Breitband zu. Die Geräte senden und empfangen im Spektrum des VHF-Kanals 2 bis 35.
In der EU gibt es noch keine Regelung zur unlizenzierten Nutzung dieser White Spaces. Es gibt aber Untersuchungen, wie diese in Zukunft genutzt werden könnten.